# Wijda Mazereeuw
Wijda Mazereeuw (Enkhuizen, 11 augustus 1953) maakte begin jaren 70 van de 20e eeuw in Nederland naam als zwemster, en later ook buiten de landsgrenzen. Haar specialiteit was de schoolslag. Ze nam tweemaal deel aan de Olympische Spelen, maar won hierbij geen medailles.
Haar hoogtepunt beleefde Mazereeuw in 1975 bij de wereldkampioenschappen langebaan (50 meter) in Cali (Colombia), waar de Nederlandse de zilveren medaille won op zowel de 100 meter schoolslag (tijd 1.14,29) als op de 200 meter schoolslag (2.37,50). Bovendien maakte ze deel uit van de Nederlandse estafetteploeg, die in Colombia de bronzen medaille won op de 4x100 meter wisselslag (4.21,45).
Een vervolg wist de zwemster van zwemclub West-Friesland niet te geven aan haar opzienbarende prestaties in Cali. Bij haar tweede olympische optreden, in 1976 in Montréal, eindigde ze met de aflossingsploeg als vijfde op de 4x100 m wisselslag (4.19,93), als twaalfde op de 100 meter schoolslag (1.14,86) en als tiende op de 200 meter schoolslag (2.39,59).
Mazereeuw bracht in de periode 1972-1977 in totaal elf Nederlandse titels op haar naam, op de 100 en 200 meter schoolslag en de 200 meter wisselslag.